# Striegistal
Striegistal è un comune di 5.406 abitanti della Sassonia, in Germania.
Appartiene al circondario (Landkreis) della Sassonia centrale (targa FG).